# FC Bayern Campus
FC Bayern Campus is een sportcomplex in München, in het zuiden van Duitsland. Het ligt in het noorden van de stad aan de Ingolstädter Straße. 
Op dit complex trainen en spelen de vrouwenafdeling van FC Bayern en ook de mannen-jongerenteams. 
Het complex werd gebouwd in oktober 2015 en werd in augustus 2017 in gebruik genomen. Het hoofdveld heeft gras, op de andere velden is ook kunstgras. Het stadion biedt plaats aan 2500 toeschouwers.